# سرخس چرمی
سرخس چرمی (نام علمی: Rumohra adiantiformis) نام یک گونه از راسته بسپایک‌سانان است.